# 媽媽與爸爸合唱團
媽媽與爸爸合唱團（英語：The Mamas & the Papas）是一個美國合唱團體，成立於1965年，1972年解散。共錄製五張唱片，有11首單曲進入排行榜前40名；唱片合计銷量近一億張。
成員有約翰·菲利普斯（1935年-2001年）、丹尼·達赫蒂（1940年-2007年）、蜜雪兒·菲利普斯（生於1944年）、卡絲·埃利奧特（1941年-1974年）及吉兒·吉布森（生於1942年）。
《California Dreamin'》是他们最有名的歌曲，後來被香港電影《重庆森林》多次引用作背景音樂而再次為人熟悉。
其1968年發行的重唱作品《Dream a Little Dream of Me》亦為經典情歌，曾於香港被金莎朱古力用作廣告主題曲而廣為人知。

## 背景及資料
媽媽與爸爸合唱團由丈夫約翰·菲利普斯（以前屬於the New Journeymen）和妻子蜜雪兒·菲利普斯，以及丹尼·達赫蒂（以前屬於The Mugwumps）。這兩個較早的表演都是民間團體，活躍於 1964 年和 1965 年。最後加入的成員是卡絲·埃利奧特，達赫蒂在Mugwumps的樂隊成員，她不得不克服約翰·菲利普斯對她的擔憂在他的安排來說聲音太低了，她的肥胖會成為樂隊成功的障礙，而且她的氣質與他的（艾略特一生都在與肥胖作鬥爭，對自己的外表感到非常不安全）該組織考慮將自己稱為Magic Cyrcle，然後轉向媽媽與爸爸合唱團，其靈感來自Hells Angels，其女性同事被稱為“mamas”。
正如約翰·菲利浦斯後來回憶的那樣，四重奏組從早春到1965年仲夏在維爾京群島度過了“排練並把所有東西放在一起”的時期。菲利浦斯承認他不願意放棄民間音樂。其他人，包括達赫蒂和吉他手艾瑞克·霍德，都說他“像死了一樣”。羅傑·麥昆的觀點是“[我]約翰很難從民間音樂中脫穎而出，因為我認為他真的很擅長，保守而且成功。”菲利普斯還承認，正是多爾蒂和艾略特讓他意識到當代流行音樂的潛力，正如披頭士所代表的那樣。以前，New Journeymen用班卓琴演奏原聲民謠，而Mugwumps用貝斯和鼓演奏更接近民謠搖滾的東西。他們在維爾京群島的排練是“我們第一次嘗試演奏電音。”
合唱團體隨後從紐約前往洛杉磯，與登喜路唱片的共同所有人盧·阿德勒進行試鏡。試鏡是由巴里·麥圭爾安排的，他在前兩年分別與卡絲·埃利奧特和約翰·菲利普斯成為朋友，最近與登喜路唱片簽約。試鏡導致“他們將在接下來的五年內每年錄製兩張專輯”，對90%的零售額收取5%的版稅。登喜路唱片還將團體與管理和出版交易聯繫在一起，這通常被稱為“三重帽子”關係。卡絲·埃利奧特的成員資格直到文件簽署後才正式確定，阿德勒、蜜雪兒·菲利普斯和多爾蒂否決了約翰·菲利普斯。

## 事業

### 1965年：開始與出道
儘管在1965年12月專輯發行時他們已經發行了自己的單曲，媽媽與爸爸合唱團在麥圭爾的專輯《這珍貴的時刻》中首次錄製了演唱背景和聲。11月限量發行的單曲《Go Where You Wanna Go》未能上榜。後續《California Dreamin'》也有同樣的B面，暗示《Go Where You Wanna Go》已被撤回。《California Dreamin'》於12月發布，並於12月18日在告示牌上發布了整版廣告。它在美國排名第4位，在英國排名第23位。"Go Where You Wanna Go"在專輯"Up, Up and Away"中被第五維度翻唱，成為首20名的流行音樂。
四重奏組的首張專輯“如果你能相信你的眼睛和耳朵”隨後於1966年2月發行，並成為其在《告示牌二百強單曲榜》上唯一的第一名歌曲。專輯的第三張也是最後一張單曲《Monday, Monday》，於1966年3月發行。它成為團體唯一在美國排名第一的單曲，在英國並且是西班牙Los 40 Principales上的第一名。《Monday, Monday》在1967年獲得了格萊美最佳聲樂組合或組合最佳流行表演獎。它還被提名為最佳聲樂組合表演獎、最佳當代歌曲和年度唱片。

### 1966年：媽媽與爸爸合唱團
樂隊的第二張專輯《The Mamas & the Papas》，有時被稱為《Cass, John, Michelle, Dennie》，他們的名字出現在封面上的樂隊名稱，包括無法解釋的多爾蒂名字拼寫錯誤。當蜜雪兒·菲利普斯對她與飛鳥樂團的傑納·克拉克的婚外情變得輕率時，錄音的工作被中斷了。蜜雪兒和丹尼·多爾蒂之間的聯繫已經被她的丈夫約翰菲利普斯原諒了。多爾蒂和約翰菲利浦斯合著了關於這件事的“我又看到了她”。他們後來就多爾蒂對這首歌的貢獻有多大分歧。在蜜雪兒與克拉克有染之後，約翰菲利浦斯決定解僱她。在諮詢了他們的律師和唱片公司之後，約翰、埃利奧特和多爾蒂於1966年6月28日向米歇爾發送了一封信，將她逐出該組織。
吉兒·吉布森受僱補替蜜雪兒。吉布森是一位視覺藝術家和創作歌手，曾與Jan and Dean合作。在被製作人介紹給樂隊後，盧·阿德勒、吉布森很快參加了在紐約州森林小丘的音樂會；科羅拉多州丹佛;和亞利桑那州鳳凰城，電視露面，包括ABC上的“好萊塢宮”和錄音會議。{雖然吉布森學識淵博且廣受好評，但三位最初的成員得出結論，她缺乏前任的“舞台魅力和堅韌不拔的優勢”，米歇爾·菲利普斯於1966年8月23日復出。
《The Mamas & the Papas》在美國排名第4，在英國排名第24，延續了團體的成功。《I Saw Her Again》於1966年6月作為單曲發行，在美國排名第 5，在英國排名第11。這首歌的最後副歌在2'42"有一個錯誤的開始。在混音時，波尼斯·豪威不經意地過早地在尾句人聲中打了。然後他倒帶把錄音帶插入人聲的正確位置。回放時，錯誤的早期輸入仍然可以聽到，聽起來好像多爾蒂重複了前三個詞，唱著“我看到了她......我昨晚又看到了她。”Lou Adler很喜歡這個效果，並告訴Howe把它留在最後的混音中。約翰·塞巴斯蒂安在一匙愛樂團歌曲《Darlin' Be Home Soon》（1966年）和肯尼·羅根斯歌曲《我沒事》（1980年）。《愛之言》是專輯中的第二首單曲，於1966年11月作為雙A面與《在街上跳舞》一起發行。該記錄在美國達到第5位。兩年前瑪莎和范德拉一家的熱門歌曲《街上跳舞》掙扎到第73位及第47位。
1966年秋天，隨著蜜雪兒·菲利普斯的復出，該團體開始在東海岸進行一次小型巡迴演出，以宣傳該唱片。在1966年9月在紐約市福特漢姆大學舉行的音樂會上，該樂隊受到了古斯·達菲的關注 和他們聯合領銜樂隊 Webster's New Word 的Jim Mason顯然是“亢奮、醉酒或絆倒。當他們上台時，很明顯這些人不應該上台 ;...他們跌倒在舞台上，蹣跚而行，卻一無所獲”

### 1967年：媽媽與爸爸傳遞
完成東海岸巡演後，該團體立即開始製作他們的第三張專輯《The Mamas & The Papas Deliver》，該專輯於1966年秋季錄製。專輯中的第一首單曲《Look Through My Window》, 於1966年9月在媽媽與爸爸合唱團的最後一首單曲之前發行。它在美國達到了第24位。1967年2月發行的第二首單曲《獻給我所愛的人》表現更好，在美國和英國均排名第2。《獻給我愛的人》的成功幫助這張同樣於1967年2月發行的專輯登上了第2位。1967年4月發行的第三張單曲《克里克巷》記錄了樂隊的早期歷史，並登上了第2位；在美國的排名為第5位。
到1967年6月，當他們在蒙特雷國際流行音樂節上表現冷漠時，團體的壓力就很明顯了，這可以在《蒙特雷國際流行音樂節的歷史表演記錄》（1970年）中聽到。團體排練不足，部分原因是約翰和蜜雪兒·菲利普斯以及盧·阿德勒全神貫注於組織這個節日，部分原因是多爾蒂從維爾京群島的另一個逗留到最後一刻到達，部分原因是他在之後大量飲酒他與蜜雪兒·菲利普斯的戀情。在8月的荷李活露天劇場上，媽媽和爸爸合唱團為他們的表演而集會，吉米·亨德里克斯作為揭幕戰，約翰和蜜雪兒·菲利普斯記得這是團體職業生涯的頂峰，他說：“再也不會有這樣的事情了。”
《媽媽與爸爸傳遞》緊隨其後的是1967年10月的非專輯單曲《Glad to Be Unhappy》，在美國排名第26。該團體第二張專輯中的歌曲《Dancing Bear》於11月作為單曲發行。它在美國排名第51位。《Glad to Be Unhappy》和《Dancing Bear》都沒有登上英國歌曲榜。

### 1968年：爸爸與媽媽
媽媽與爸爸合唱團在荷李活United Western Recorders剪輯了他們的前三張專輯，而該樂隊隨後發行的專輯則以八首曲目錄製約翰和蜜雪兒·菲利普斯在他們位於貝萊爾的家中建造的工作室，當時四軌錄音仍然是常態。約翰·菲利普斯說：“我有了把閣樓改造成我自己的錄音室的想法，這樣我就可以一直保持高潮，而不必擔心錄音室的時間。我開始組裝最先進的藝術設備，運行成本高達一百多萬”。
雖然擁有自己的工作室給了約翰菲利普斯他渴望的自主權，但它也消除了可能對一個自稱是“強迫症完美主義者”的人有益的外部紀律。Doherty、Elliot和阿德勒發現這種安排不合時宜。埃利奧特在1968年10月26日向《滾石》抱怨說，“我們花了整整一個月的時間在一首歌上；光是《常春藤之愛》的主唱就花了整整一個月。我的首張個人專輯分三年完成幾週，一共在錄音室裡待了十天。和團體一起生活，而不是帶著耳機坐在那裡預先錄製的曲目。”第四張專輯的錄製工作停滯不前，1967年9月，約翰·菲利普斯召開新聞發布會宣布媽媽和爸爸正在休息，團體在“The Ed Sullivan Show”中證實了這一點9月24日播出。
媽媽與爸爸合唱團計劃在倫敦的皇家阿爾伯特音樂廳和巴黎的奧林匹亞舉辦音樂會，然後在馬略卡島抽出時間“讓繆斯走再次”。當該組織於10月5日停靠在南安普敦時，埃利奥特因去年2月在英國偷了兩條毯子和價值10基尼（28美元）的酒店鑰匙而被捕。埃利奧特被轉移到倫敦，在接受脫衣搜查後，她在那裡被關押了一個晚上，然後於第二天在西倫敦地方法院駁回了此案。與未付賬單相比，酒店對毯子的興趣不大。埃利奧特將錢託付給了她的同伴哈里斯皮肯斯“Pic”道森三世，忽略了結賬。警方對毛毯或法案的興趣不如道森，道森涉嫌國際販毒，是他們唯一的訊問對象。
後來，在團體舉辦的慶祝艾略特無罪釋放的派對上，約翰·菲利普斯打斷了艾略特正在講述滾石樂隊的米克·賈格爾關於她被捕和受審的情況，並說：“米克，她明白了全錯了，根本不是這樣。”埃利奧特衝菲利普斯尖叫，然後衝出房間。埃利奧特准備退出，皇家阿爾伯特音樂廳和奧林匹亞的約會被取消，四人分道揚鑣。約翰和蜜雪兒·菲利普斯去了摩洛哥，多爾蒂回到了美國，埃利奧特要么去了美國（據約翰菲利普斯所說），要么與皮克道森在巴黎會合（據蜜雪兒·菲利普斯所說）。在接受《Melody Maker》採訪時，Elliot單方面宣布媽媽與爸爸合唱團已經解散，並表示“我們認為這次旅行會給樂隊一些刺激，但事實並非如此。”
約翰·菲利普斯和埃利奧特和解並完成了專輯《爸爸與媽媽》的製作，該專輯於1968年5月發行。這張專輯是團體第一張未獲得金牌或未進入美國前10名的專輯。《1230（年輕女孩來到峽谷）》於1967年8月作為單曲發行並在美國排名第20位。在第二支單曲《Safe in My Garden》（1968年5月）僅排名第53位後，Dunhill Records發行了專輯中埃利奧特的獨奏曲，這是對《Dream a Little Dream of Me》的重製版”，作為1968年6月違背約翰·菲利普斯意願的單曲《卡斯媽媽與媽媽和爸爸》。這首歌在美國排名第12位，在英國排名第11位，使《Dream a Little Dream of Me》成為媽媽與爸爸合唱團唯一在英國排名高於在美國的歌曲。《爸爸與媽媽》的第四張也是最後一張單曲《For the Love of Ivy》（1968年7月）在美國排名第81位。登喜路唱片第二次回歸樂隊早期的單曲作品，於1968年10月發行了首張專輯中的歌曲《Do You Wanna Dance》。這首歌在美國排名第76位。